# آسیا (خواننده)
آسیا (انگلیسی: Assia؛ زاده ۱ نوامبر ۱۹۷۳) یک موسیقی‌دان است. وی از سال ۱۹۹۸ میلادی تاکنون مشغول فعالیت بوده‌است.